# Frederic Lawrence Abel
Frederic Lawrence Abel  (* 29. August 1856 in Monroeville, Huron County, Ohio; † 5. Oktober 1943 in Detroit, Michigan) war ein US-amerikanischer Cellist und Musikpädagoge.

## Leben

### Ausbildung und Privates
Frederic L. Abels wurde als Sohn des Musikers Frederic Abel Senior und dessen Ehefrau Nancy O’Cleary Abel geboren. Seinen ersten Musikunterricht erhielt er bei seinem Vater. Ab 1872 lebte er mit seiner Familie in Detroit, wo er über sechzig Jahre lebte. Zunächst arbeitete er als Angestellter und Expedient, ging dann aber nach Europa. In Frankfurt am Main studierte er fünf Jahre lang an Dr. Hoch’s Konservatorium bei Joachim Raff, Bernhard Cossmann und Anton Urspruch.
Im Februar 1895 heiratete er die Violinistin May Leggett Abel. Abel war Freimaurer (32°), Knight Templar und Shriner. 

### Musikalische Laufbahn
Abel war erster Cellist im Detroit Symphony Orchestra. Außerdem konzertierte er gemeinsam mit seiner Frau May Leggett Abel oder mit dem Pianisten J. H. Hahn.
Als Dozent lehrte er ab 1881 am von J. H. Hahn geleiteten Detroit Conservatory of Music. Neben Cello unterrichtete er Klavier, Gesang und Kultur. Ab 1900 war er in verschiedenen Funktionen am Michigan Conservatory of Music tätig, dessen Direktor er auch war. Zudem war er Mitglied der Fakultät für Musik der University of Michigan und leitete die Musikabteilung des Michigan State College sowie das dortige Schulorchester, den Glee Club und die Band. Gemeinsam mit seiner Frau leitete er dort auch einen Paganini Club, dessen Mitglieder in Detroit Konzerte veranstalteten.
Als Komponist schuf er diverse Werke für Streichinstrumente – Solowerke, Duos und Trios.

### Militärische Laufbahn
Während des Spanisch-Amerikanischen Kriegs war Abel First Lieutenant und Adjutant General des 31. Michigan Regiments. Diese Funktion hatte er schon inne, als die aus Michigan rekrutierten Truppen am 26. April 1898 die Stadt Detroit verließen. Am 1. Juli 1898 meldete der Evening Star in Washington, D.C., dass Abel aus dem Dienst ausgeschieden sei. Später war er Major und Adjutant General der 1st Brigade. 28 Jahre war er Mitglied der Nationalgarde der Vereinigten Staaten.

### Grabstätte
Abel starb 1943 und wurde auf dem Nationalfriedhof Arlington bestattet.